# Francesco Lojacono
Francesco Lojacono (Palerme, 16 mai 1838 - Palerme, 28 février 1915) était un peintre italien, considéré comme le plus important peintre paysagiste du XIXe siècle sicilien. Il a été parmi les premiers peintres à utiliser la photographie comme référence pour créer ses œuvres.

## Biographie
Lojacono a été initié à la peinture par son père Luigi, peintre lui-même. Il fut par la suite un élève de Salvatore Lo Forte.
En 1856, à l'âge de 18 ans, il déménage à Naples, où il perfectionne ses compétences en fréquentant divers peintres voyageurs, mais surtout en entrant dans l'école des frères Giuseppe et Filippo Palizzi. Depuis Naples il se déplace souvent : d'abord vers Florence, où il est entré en contact avec l'école des Macchiaioli.
En 1860, à 22 ans, après le débarquement des Mille à Marsala, il rejoint les volontaires garibaldiens avec son père Luigi et son frère Salvatore. En juillet, il est blessé à la bataille de Milazzo, mais continue à se battre. Le 1er octobre, sur les ordres de Nino Bixio et en collaboration avec d'autres artistes, parmi lesquels se trouvait Vincenzo Ragusa, il participe à la bataille du Volturno. Le 29 août 1862, avec Giuseppe et Menotti Garibaldi, il est fait prisonnier à la bataille de l'Aspromonte.
En 1862, il revient en Sicile après six années de déplacements où il a fait la rencontre de différentes personnalités, ce qui lui vaut une gloire discrète. En 1864, il expose à Florence le tableau Mare all'Acquasanta, acheté par Luigi Federico Menabrea, le futur premier ministre du royaume d'Italie.
En 1870, il expose sa peinture La valle dell'Oreto à Vienne, puis à Paris. Deux ans plus tard, il est nommé professeur de paysage à l'Académie des Beaux-Arts de Naples et, en 1874, ses œuvres sont exposées à Bordeaux.
Dans les années 1880, il rencontre à Palerme le jeune peintre Gennaro Pardo, dont il deviendra l'ami et le mentor et qui deviendra un de ses héritiers artistiques.
Il a gagné les surnoms de Ladro del sole (« Voleur du soleil »), ou Pittore del sole (« Peintre du soleil »), pour sa capacité à insuffler la luminosité à travers ses peintures. En 1878, il expose ses œuvres à l'Exposition universelle à Paris, consolidant sa réputation internationale.
De 1891 à 1892, il présente L'estate (L'été) à l'Exposition nationale de Palerme. En 1895, il participe à la première Biennale de Venise à laquelle il sera ensuite invité à chaque édition. Un de ses élèves fut le peintre de paysage palermitain Ettore De Maria Bergler.
Parmi ses commanditaires se trouvent plusieurs aristocrates. En 1883, L'arrivo inatteso (L'Arrivée inattendue) est achetée à Rome par la reine Marguerite de Savoie pour le Palais du Quirinal. Dopo la pioggia (Après la pluie) a été réalisé en 1886 pour la princesse de Trabia Giulia Lanza ; et L'Estate (L’Été) a été acheté par le roi Humbert Ier en 1891. Parmi les nombreux commentaires de la critique, en 1883, Gabriele D'Annunzio a publié les commentaires les plus enthousiastes à son égard. 
Il est mort à Palerme en 1915, à l'âge de 76 ans, après avoir formé une amitié sincère avec Gabriele d'Annunzio, qui a témoigné de cette relation dans ses écrits. Sa tombe se trouve dans le cimetière du Saint-Esprit de Palerme.

## Expositions
- Exposition universelle de 1878 à Paris.
- Biennale de Venise en 1895.
- Galerie d'art moderne de Palerme, rétrospective lui étant consacrée en 2005.

## Œuvres
À la recherche d'un rendu pictural au plus près de la réalité, il a été parmi les premiers peintres à s'être intéressé à la photographie.
La plupart de ses tableaux sont conservés à la Villa Malfitano, à la Galerie d'art moderne de Palerme et dans le Musée Civique d'Agrigente dans le cadre de la collection Sinatra. Certaines de ses œuvres sont exposées à la Galerie nationale d'art moderne et contemporain à Rome, aux Galeries d'Italie de Milan, le musée Capodimonte de Naples et au musée de la Villa Zito de la Fondation Sicile à Palerme.
- Veduta di Monte Catalfano, autour de 1865-1870, huile sur toile, 45x109 cm, Palerme, Galerie d'art moderne de Palerme.
- Vento in montagna, 1872, huile sur toile, 106x134,5 cm, Palerme, Galerie d'art moderne de Palerme.
- Veduta di Palermo, 1875, huile sur toile, 78x156 cm, Palerme, Galerie d'art moderne de Palerme.
- Dopo il tramonto, 1876.
- L'arrivo inatteso, 1883, huile sur toile, Rome, Palais du Quirinal.
- Dopo la pioggia, 1886, huile sur toile.
- Les troupeaux à Mondello, 1890 environ, huile sur toile, Chantilly, Musée Condé
- L'estate, 1891, aussi connu sous le nom de Sulla via di Romagnolo.

## Prix et récompenses
- 1863, médaille d'or pour son exposition à Palerme.
- 1871, nomination comme associé à l'Académie nationale des Sciences, Lettres et Arts de Palerme.

## Distinctions
- Médaille commémorative des Mille de Marsala

	"Pour les hommes courageux dont le chef était Garibaldi"
- Palerme, le 21 juin, 1860
- Commandeur de l'Ordre de la Couronne d'Italie

- 1884
- Commandeur de l'Ordre des Saints-Maurice-et-Lazare

- 1909